# George Pullman
George Mortimer Pullman (3. března 1831 - 19. října 1897) byl americký inženýr a průmyslník. Navrhl a vyráběl známé Pullmany, spací vozy nazvané podle něho, a založil firemní město Pullman pro své dělníky. Je také zakladatelem řetězce hotelů Pullman Hotels and Resorts.
Pullman pocházel z rodiny tesaře. Ve 14 letech opustil školu a odešel do Chicaga. Známým se stal roku 1855, když díky svým inženýrským schopnostem pomohl prosadit projekt zvednutí Chicaga, při kterém byly domy a ulice v centru města zvednuty až o 2,5 m, protože město zapadalo do země. V letech 1859 až 1863 pracoval jako broker v Coloradu, kde získával kapitál.
S vydělanými penězi Pullman vyvinul roku 1858 pohodlný lůžkový vagon. Spací vozy americké železniční společnosti používaly již dávno, ale do té doby byly velmi nepohodlné, zatímco spací vůz Pioneer, který Pullman patentoval v roce 1863, byl na svou dobu luxusní, i když stál víc než pětkrát tolik než běžný vagon. Pullman dokázal odbyt svých vagonů výrazně zvýšit poté, co zajistil, aby doprovod těla zavražděného Abrahama Lincolna cestoval z Washingtonu do Springfieldu v jeho lůžkových vozech. Výsledkem bylo, že Pullmany získaly pozornost veřejnosti po celé zemi, což podpořilo jejich prodej. V roce 1867 Pullman založil společnost Pullman Palace Car Company, která dala v roce 1880 postavit firemní město Pullman pro své dělníky; architekt byl Solon S. Beman. Všechno od domů po obchody zde patřilo společnosti Pullman Company. Domy pro dělníky byly podle tehdejších norem pohodlné a vybavené sociálním zařízením a plynovými přípojkami. Jednalo se o významnou sociální inovaci v době, kdy většina dělníků žila v brlozích. Jeho společnost Pullman Company také najímala afroamerické muže, aby obsluhovali její lůžkové vagony, a ti se stali známými jako Pullman porters (Pullmanovi portýři) a poskytovali elitní služby.
Během recese v roce 1894 se Pullman snažil udržet ziskovost, a proto snížil mzdy a nařídil přesčasy, ale ve svém firemním městě nesnížil ceny nájmů a zboží. Tím podnítil takzvanou Pullmanovu stávku, která trvala dva měsíce a rozšířila se i na železnice, takže ochromila dopravu ve velké části USA. Pullman získal podporu prezidenta Grovera Clevelanda pro použití federálních vojenských jednotek proti stávkujícím. Při násilném potlačení stávky bylo zabito 25 dělníků a 60 zraněno. Škody na majetku vzniklé stávkou byly vyčísleny na ohromnou sumu 80 milionů tehdejších amerických dolarů. K vyšetřování stávky byla jmenována státní komise, která hodnotila i provoz firemního města. V roce 1898 nařídil Nejvyšší soud státu Illinois společnosti Pullman Company, aby se města zbavila, a tak se město Pullman stalo čtvrtí Chicaga.
Když Pullman o několik let později zemřel na infarkt, jeho rodina se obávala, že znepřátelení dělníci ukradnou a zhanobí jeho tělo. Z toho důvodu nechali rakev zalít asfaltem a vrstvou betonu. Ambrose Bierce to okomentoval: „Je jasné, že po této bolestné ztrátě chce rodina zajistit, aby ten zkurvysyn nevstal z hrobu a nevrátil se.“